# Uchiage Hanabi, Shita Kara Miru ka? Yoko Kara Miru ka?
Uchiage Hanabi, Shita Kara Miru ka? Yoko Kara Miru ka? (打ち上げ花火、下から見るか? 横から見るか? lit. Fuegos artificiales, ¿Lo ves desde abajo o de lado??), también conocida como Luces en el cielo y Fireworks, es una película de animación japonesa del estudio Shaft. Fue dirigida por Akiyuki Shinbo y Nobuyuki Takeuchi, basada en la telenovela y película homónimas de 1993 escritas y dirigidas por Shunji Iwai. La película está protagonizada por las voces de Suzu Hirose, Masaki Suda y Mamoru Miyano. La película se estrenó en Japón el 18 de agosto de 2017 y recibió reseñas mixtas y positivas de los críticos que elogiaron la película por su música y animación. La película ha recaudado más de $12 millones en todo el mundo, convirtiéndose en la sexta película de anime más taquillera de 2017 y del estudio Shaft.

## Argumento
Norimichi Shimada y Nazuna Oikawa viven en la ciudad de Moshimo. Sus amigos hacen una apuesta con respecto a si los fuegos artificiales se verían redondos o planos en el cielo. Nazuna está lista para mudarse de la ciudad con su madre y su prometido. Ella toma una pequeña canica de cristal del mar.
Mientras Norimichi y Yusuke pasan su tarea de limpieza de piscinas, Nazuna los desafía en la carrera de natación, proponiendo al ganador que pasará la noche. Yusuke gana y Nazuna le pide que vayan juntos al festival. Luchando por salir de casa sin permiso familiar, Nazuna empaca la maleta. Mientras Yusuke abandona una cita, Nazuna desea que Norimichi gane la carrera. Su madre la atrapa y termina volviendo a casa. Cuando Nazuna deja caer la canica, Norimichi la levanta y la tira, haciendo que retroceda el tiempo.
En el pasado, cuando ocurrió la carrera, Norimichi gana esta vez y Nazuna le pide una cita. Los dos llegan a la estación de tren, pero son atrapados una vez más por los padres de Nazuna. Norimichi se da cuenta de que está en una línea de tiempo alternativa, cuando se da cuenta de que los fuegos artificiales son planos y desea otra oportunidad para escapar con Nazuna. Lanza la canica desde un faro y regresa una vez más al encuentro en la estación, pero logra eludir a la familia abordando el tren junto con ella. Los dos son atrapados nuevamente por la pareja y sus amigos. Cuando Yusuke llega al faro, Norimichi y Nazuna saltan del balcón. Norimichi usa el mármol una vez más, deseando que nadie lo vea ni a Nazuna. El tiempo vuelve a saltar y el tren ahora toma una ruta diferente, dejando a la pareja en la playa y en una extraña realidad donde la ciudad está encapsulada en una cúpula de vidrio y los objetos parecen distorsionados. Un pirotécnico borracho encuentra el mármol y lo dispara hacia el cielo, confundiéndolo con los restos de los fuegos artificiales. Explota y se congela, causando la caída de muchos fragmentos. Cada uno de ellos muestra un posible futuro. Cuando Norimichi y Nazuna ven su realidad alternativa dentro de ellos, nadan juntos en el mar mientras se preguntan qué tipo de mundo se encontrarán a continuación.
Al día siguiente, los estudiantes y su maestra notan la ausencia de Norimichi y Nazuna.

## Reparto
| Personaje               | Seiyū Japón        | Actor/Actriz de doblaje Hispanoamérica |
| ----------------------- | ------------------ | -------------------------------------- |
| Nazuna Oikawa           | Suzu Hirose        | Desireé González                       |
| Norimichi Shimada       | Masaki Suda        | Gabriel Ramos                          |
| Yūsuke Azumi            | Mamoru Miyano      | Gabriel Gama                           |
| Mamá de Nazuna          | Takako Matsu       | Diana Nolan                            |
| Jun'ichi                | Shintarō Asanuma   | Gerardo Ortega                         |
| Profesora Miura         | Kana Hanazawa      | Claudia Motta                          |
| Kazuhiro                | Toshiyuki Toyonaga | Héctor Ireta de Alba                   |
| Minoru                  | Yūki Kaji          | Héctor Mena                            |
| Novio de mamá de Nazuna | Shin'ichirō Miki   | Alfonso Obregón                        |
| Mitsuishi               | Takahiro Sakurai   | Rafael Escalante                       |
| Mamá de Norimichi       | Michiko Neya       | Diana Huicochea                        |
| Padre de Norimichi      | Nobuo Tobita       | Álvaro Álvarez                         |
| Padre de Yusuke         | Mitsuru Miyamoto   | Daniel García                          |

## Producción
El 7 de diciembre de 2016, la película anunció su lanzamiento (18 de agosto de 2017), la cual se basa en la película de acción viva del mismo Shunji Iwai. Hitoshi Ohne escribió el guion y agregará elementos modernos a la historia original. El elenco y el equipo también fueron anunciados. El tema principal de la película, titulado "Uchiage Hanabi", es interpretado por Daoko y Kenshi Yonezu. El video musical de la canción actualmente tiene más de 600 millones de visitas en YouTube.

## Estreno
La película fue lanzada en Japón el 18 de agosto de 2017 por Toho, para luego continuar en el Reino Unido como parte del festival anual de Escocia Loves Anime el 15 de octubre de 2017. En julio de 2017, se anunció que la película se distribuirá en 110 países y regiones. Edko Films Ltd lanzó la película en los cines de Hong Kong el 31 de octubre de 2017. Madman Entertainment lanzó la película teatralmente en Australia y Nueva Zelanda el 5 de octubre de 2017. Fue lanzada para la vista previa desde el 15 de noviembre de 2017 en el Reino Unido. Madness Entertainment Theatrically lanzó la película en México el 16 de febrero de 2018. GKIDS lanzará la película en los cines de Estados Unidos en el verano de 2018.

## Recepción

### Taquilla
En su primer estreno, la película recaudó 170 millones de yenes de 133,000 entradas, 295 millones de yenes de 220,000 entradas en 2 días y luego recaudó en total 460 millones de yenes (4,2 millones de dólares) tres días después de su estreno en 296 salas, clasificándose en No 3. La película se colocó en el n. ° 4 en su segundo fin de semana. Se mantuvo en el No. 4 en su tercer fin de semana, donde recaudó 104 millones de yenes de 78,000 entradas, y ganó un total de 1,1 mil millones de yenes.

### Respuesta de la crítica
En el sitio web Rotten Tomatoes, Luces en el cielo tiene una calificación de aprobación del 62% sobre la base de 13 críticas, con una calificación promedio de 5.5 / 10.  La película recibió elogios antes de su presentación teatral de varios críticos y periodistas japoneses. El músico Koremasa One alabó a la voz y dijo que la película "No parece un trabajo de Iwai o Hitoshi, el guionista. Por el contrario, se siente como el animé del estudio que lo crea, Shaft, y su productor, Genki Kawamura. " El escritor de cine Tatsuya Masutō escribió en su cuenta de Twitter "Las expectativas que rodeaban la película no decepcionaron, y podría ser mejor que el drama original de acción viva ". "También señaló que el anime "Es más que una nueva versión "y que "El tiempo de ejecución de 90 minutos en comparación con el original de 50 minutos ayuda a agregar contenido ". 
Kim Morrissy de Anime News Network le dio a la película una calificación de "B" en una escala de la "A+" a la "F" y aplaudió "La gran música y actuación de voz" y la "Trama simple pero emocionalmente convincente", pero criticó los valores de producción y visuales de la película que "Realmente no agregan nada a la película excepto para transmitir que fue hecha por SHAFT ".  Mark Schilling de The Japan Times le dio a la película una calificación de 3½ de 5 estrellas y elogió "La historia de amor de puro corazón" de la película. Mark concluyó la reseña escribiendo: "Los fuegos artificiales lo clavan una y otra vez, o tal vez era solo yo, volviendo a los sueños de hace mucho tiempo de la chica perfecta que miraba mi alma, para siempre fuera de mi alcance". 
La novela ligera se vendió muy bien, y desde el 13 de agosto ha vendido un total de 90,863 copias.

### Premios
| 2017 | Premios de la Academia Japonesa | Animación del Año (Excelencia en animación) | Uchiage Hanabi, Shita Kara Miru ka? Yoko Kara Miru ka?. | Nominada |